# Lenguas de Armenia

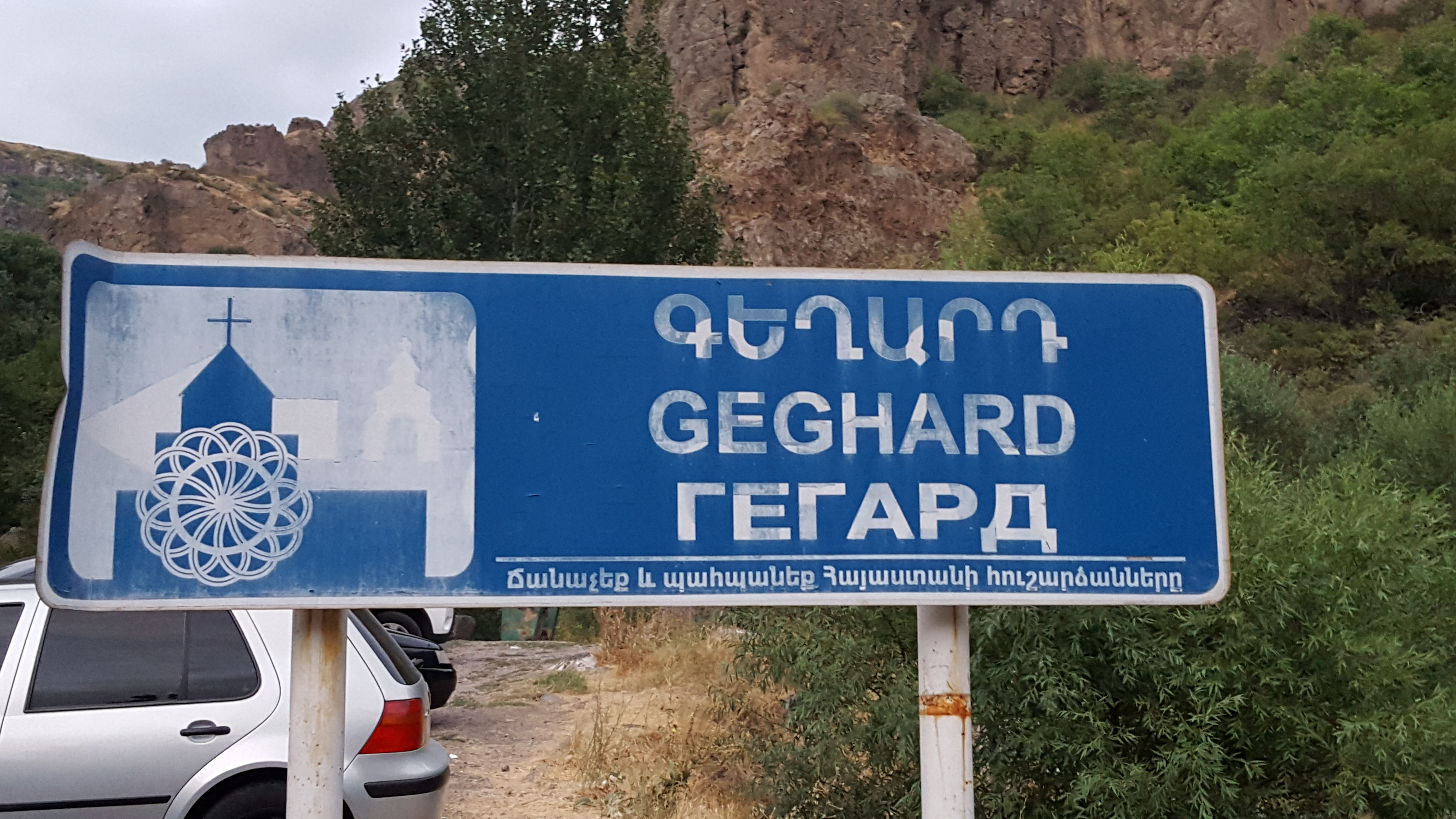
Un signo multilingüe (armenio-inglés-ruso) en el Monasterio de Geghard.

Armenia es un país étnicamente homogéneo, donde el armenio es el idioma oficial y se habla como primer idioma por la mayoría de su población.
A día de hoy, el ruso sigue siendo, de lejos, el idioma extranjero más conocido entre la población armenia. El inglés está ganando popularidad en los últimos años. El francés y varios otros idiomas también han comenzado a estudiarse y utilizarse. El kurdo del norte es la lengua minoritaria más grande de Armenia hablada por la minoría Yazidí. Otras lenguas minoritarias reconocidas por el gobierno armenio son asirio, griego.

## Estado de armenio
El artículo 12 de la Constitución de Armenia declara que "El idioma del estado de la República de Armenia es armenio".
El armenio es un idioma principal utilizado en la educación, la administración y la vida pública. El armenio pertenece a una rama independiente de la familia indoeuropea y utiliza un alfabeto único de 39 letras inventado en el siglo quinto.
Armenia ha sido el más exitoso en política lingüística de desrusificación después del colapso de la Unión Soviética de los tres países del Cáucaso del Sur (los otros son Azerbaiyán y Georgia) .

## Lenguas extranjeras

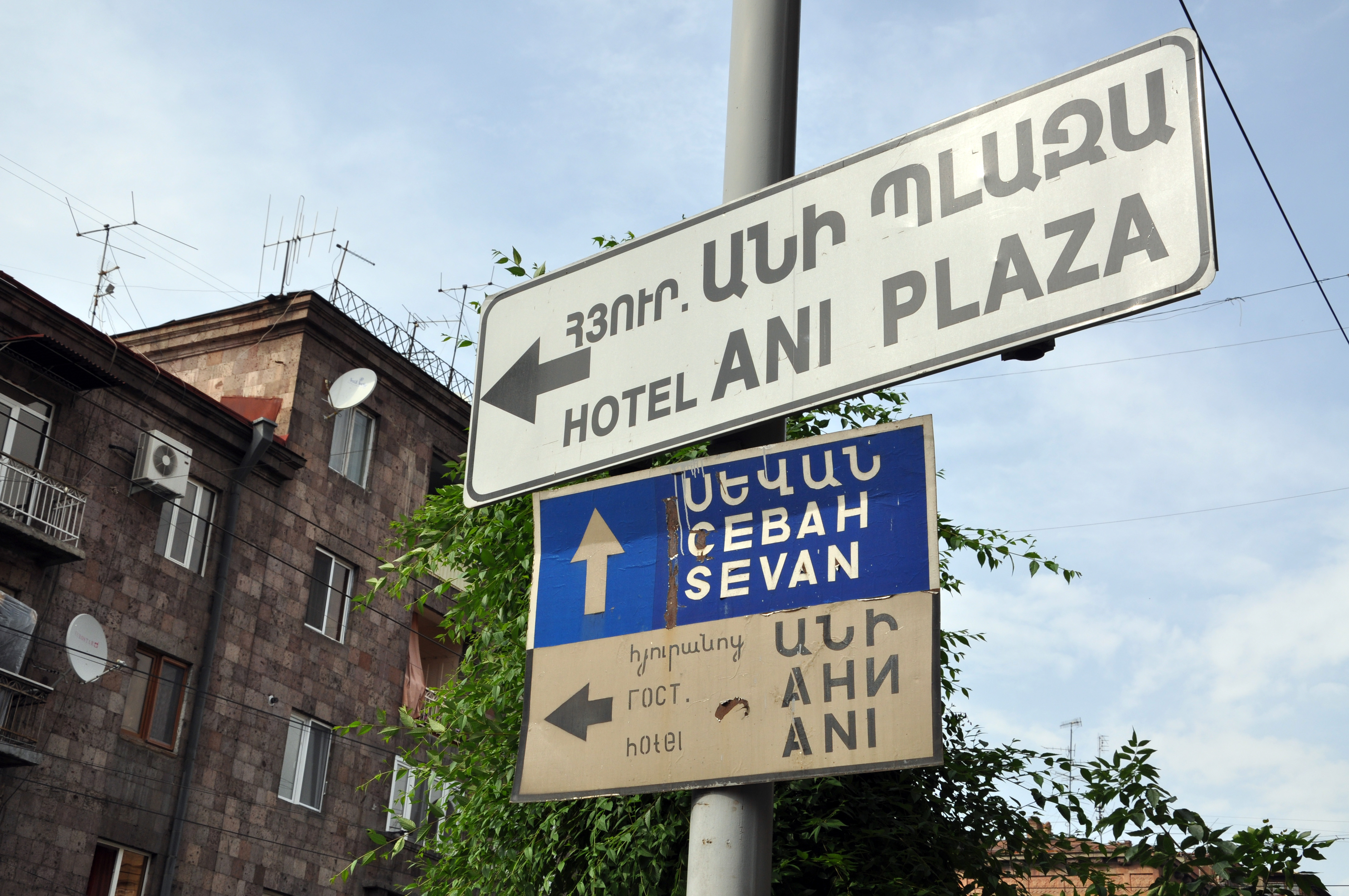
Como se ve aquí, la mayoría de los letreros callejeros de la era soviética en Ereván están en armenio, ruso y (no siempre) inglés, mientras que la mayoría de los signos de la era de la independencia están en armenio e inglés.

Debido a razones políticas e históricas, el ruso es el idioma extranjero más hablado por la mayoría de los armenios. El inglés es el segundo y el idioma extranjero de más rápido crecimiento en Armenia.
Existen universidades en ruso, inglés y francés en la ciudad capital de Armenia,
Ereván. Los cursos de estudio están disponibles en numerosos idiomas en las universidades armenias, especialmente la Universidad Estatal Lingüística de Ereván.

### Ruso
El ruso es con mucho el idioma extranjero más común en Armenia. Aunque su nivel de competencia ha disminuido significativamente desde la independencia de Armenia en 1991, en 2010, el Ministerio de Asuntos Exteriores de Rusia informó que alrededor del 70% de la población de Armenia tiene la capacidad de hablar en ruso. Un estudio de 1999 mostró que alrededor del 40% de la población habla ruso con fluidez. Estaciones de televisión en ruso (cuatro a partir de 2003) y los periódicos están ampliamente disponibles en Armenia. Una encuesta de opinión de 2012 reveló que el 94% de los armenios tiene conocimientos básicos de ruso, con un 24% con conocimientos avanzados, un 59% con conocimiento intermedio y un 11% con conocimientos básicos de la lengua.
La actual República de Armenia fue anexionada por el Imperio ruso a principios del siglo XIX. Desde entonces, el ruso ha sido de gran importancia en la vida y la historia de Armenia. Básicamente, de 1828 a 1918 y de 1921 a 1991 toda la nomenclatura oficial se hizo en ruso, porque era el lenguaje administrativo de esos períodos. A principios del siglo XX, se estimaba que solo el 3-4% de los armenios podía leer o hablar en ruso.
La rápida rusificación comenzó durante el período soviético, particularmente después de la llegada al poder de Stalin a mediados de la década de 1930, cuando el ruso se convirtió en lengua franca de la Unión Soviética. Hasta 1990, el idioma ruso se aplicaba ampliamente junto con el armenio. En 1988, casi 100.000 estudiantes armenios de la república asistieron a escuelas de lengua rusa. El ruso fue el idioma principal de la investigación académica, aunque la constitución de Armenia ha reconocido al armenio como el idioma oficial. En la década de 1980, más del 90% de los trámites administrativos de Armenia se realizaban en ruso. Un gran número de miembros armenios de intelligentsia enviaron a sus hijos a escuelas de lengua rusa, que se consideró perjudicial para el futuro de Armenia.
Desde 1991 la situación cambió radicalmente, con la preocupación de estudiarla en la escuela secundaria y secundaria como un tema general. En la práctica, casi en todas las instituciones educativas el proceso de enseñanza se realizaba en armenio, incluso en los departamentos rusos de colegios y universidades. Por lo tanto, el idioma ruso perdió su estatuto de segunda lengua materna y fue clasificado como idioma extranjero. Todos estos factores generaron cambios en la estructura de funcionamiento del lenguaje en condiciones de tiempo real. El número absoluto de estudiantes de la lengua rusa se redujo significativamente.
El censo de 2001 reveló 29.563 personas con el ruso como su lengua materna, de los cuales 14.728 eran de etnia armenia. Muchos refugiados armenios de Bakú y otras ciudades de Azerbaiyán solo hablan ruso.
Según la encuesta de The Gallup Organization, el 73% de los armenios en 2006 y el 75% en 2007 dijeron que piensan que es muy importante que los niños del país aprendan ruso.
Según el censo armenio de 2011, 23,484 personas o el 0,8% de los ciudadanos de Armenia hablaban ruso como su primer idioma, 11,859 de los hablantes eran armenios, 10,472 hablantes eran rusos y los otros 1,153 eran de otras etnias. Además de los que hablan ruso como primer idioma, 1.591.246 personas o el 52,7% de los ciudadanos de Armenia hablan ruso como segundo idioma.

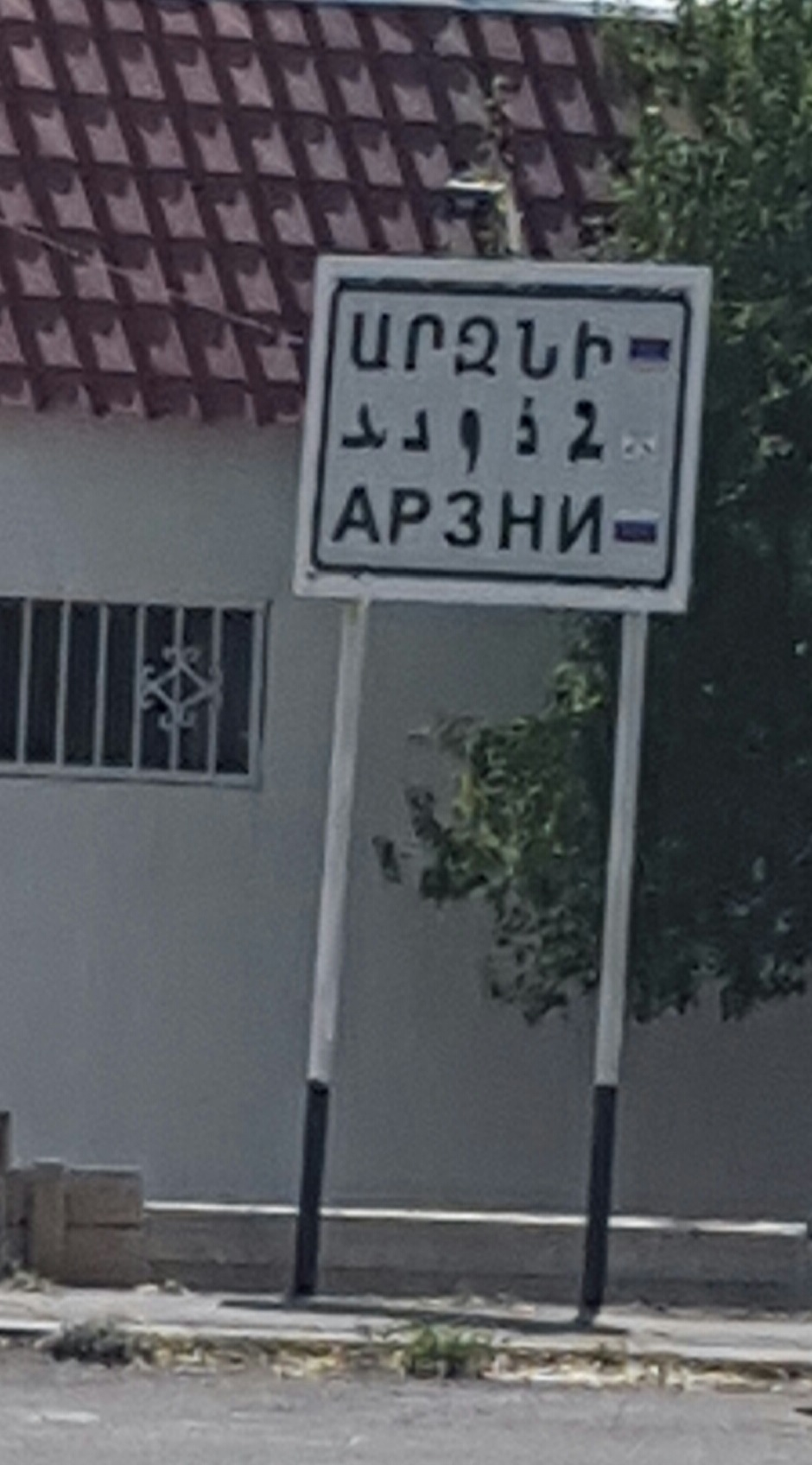
Un signo multilingüe (armenio, asirio, ruso) a la entrada de Arzni.

### Inglés
La popularidad del inglés ha estado creciendo desde la independencia de Armenia en 1991. De año en año, más personas tienden a aprender inglés. En contraste con las últimas décadas, el número de escuelas armenias que enseñan inglés ha crecido gradualmente. El inglés todavía está muy por detrás del ruso en términos de conocimiento entre los armenios. Según una encuesta de 2012, el 40% de los armenios tiene conocimientos básicos de inglés, con solo un 4% con dominio avanzado del inglés, un 16% de nivel intermedio y un 20% de nivel de principiante. Sin embargo, el inglés es más preferible para los armenios que para el ruso. El 50% de los armenios cree que el inglés debería enseñarse en las escuelas secundarias públicas en comparación con el 44% que prefiere el ruso.
CNN comenzó a transmitir regularmente en Armenia en 2002. The Times está disponible en kioscos.
La Universidad Americana de Armenia, una afiliada de la Universidad de California, se estableció en 1991 y ofrece instrucción conducente a un máster en ocho campos de estudio y la enseñanza del inglés como lengua extranjera . Al ofrecer estos programas en inglés, AUA se esfuerza por ser accesible para personas calificadas de otros países de la región.

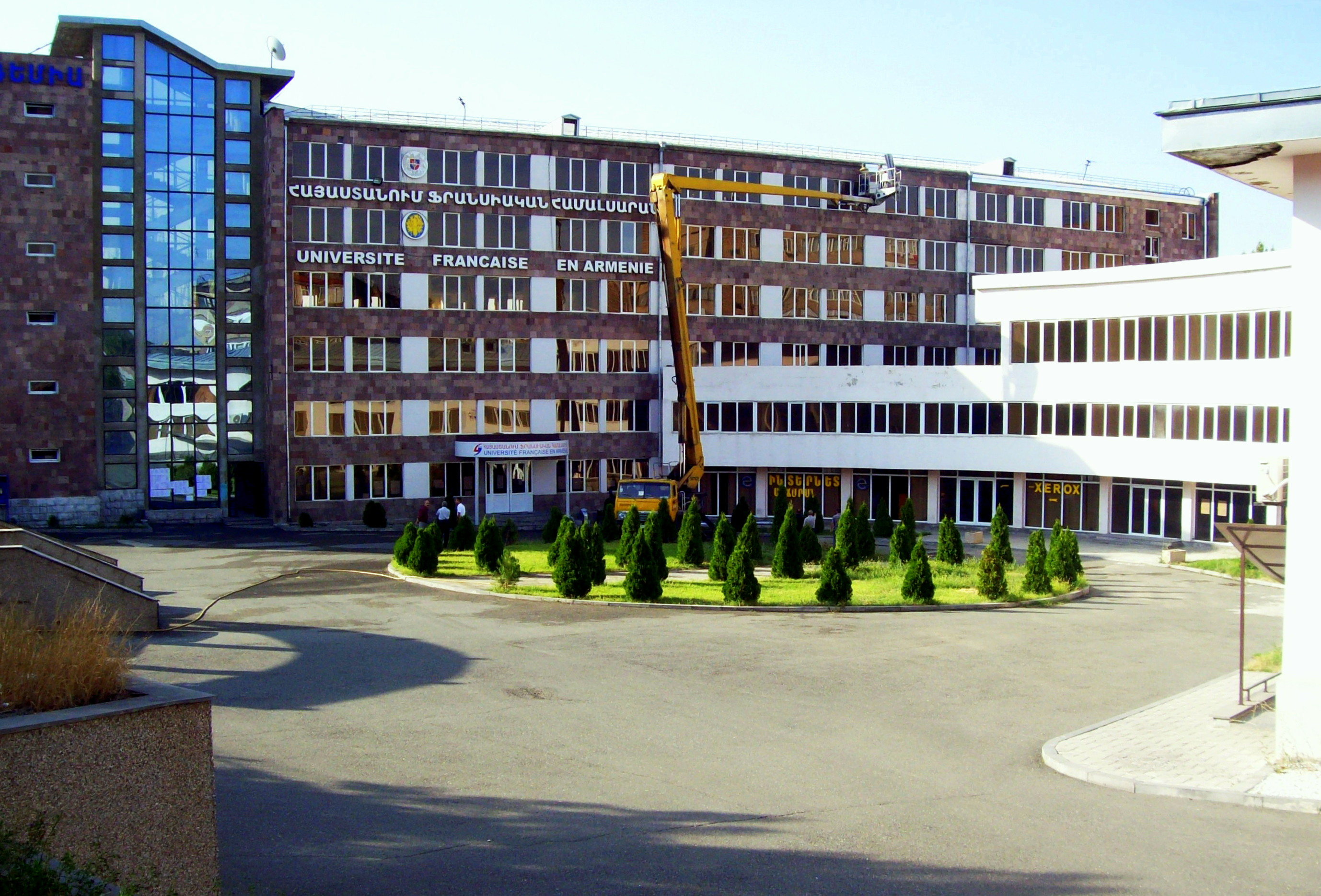
La Universidad Francesa en Armenia.

Según el censo armenio de 2011, 107.922 ciudadanos armenios o el 3,6% de la población de Armenia pueden hablar inglés como segunda lengua. 107.002 de los hablantes de inglés en segundo idioma son armenios étnicos, los otros 920 son de otras etnias.

### Otros
Otros idiomas extranjeros comunes en Armenia incluyen francés, alemán, italiano, español, persa. Desde 2008, Armenia es miembro asociado de la Organización Internacional de la Francofonía y se convirtió en miembro de pleno derecho en octubre de 2012. Una universidad llamada Fondation Université Française en Arménie (Universidad francesa en Armenia) fue fundada en 2000 según el acuerdo entre los gobiernos armenios y franceses. Con 600 estudiantes, el UFAR es la universidad francesa más grande en un país que no habla francés.
Según el censo armenio de 2011 hay 10.106 personas que hablan francés como segundo idioma (10.056 de los hablantes son de etnia armenia), 6.342 personas que hablan alemán como segundo idioma (6.210 de los hablantes son de etnia armenia), 4.396 hablantes de persa (4.352 de los hablantes son étnicamente armenios), y 29.430 personas hablan otros idiomas como segundo idioma (25.899 de los hablantes son de etnia armenia). Muchos armenios hablan idioma azerí como segundo idioma, ya que el país dio la bienvenida a 370.000 refugiados armenios de Azerbaiyán, incluido el antiguo Óblast Autónomo de Nagorno Karabaj durante la Guerra de Nagorno Karabakh, que duró desde 1988-1994.

## Lenguas minoritarias
Armenia se unió a la Carta Europea de las Lenguas Minoritarias o Regionales en 2001, que protege los idiomas de las minorías: asirio, griego, ruso y Kurdo del Norte.

### Yazidí
Los yazidíes son la minoría más grande en Armenia. Según el censo de 2001, 40.620 personas se identificaron como Yazidís y 1.519 como kurdos. La misma fuente mostró 31.310 personas con kurdo como su lengua materna.
Según el censo armenio de 2011, había 37.403 kurdos (35.272 yezidis y 2.131 kurdos no yezidíes) en Armenia. 33.509 de los ciudadanos de Armenia hablan el yiquis kurdo como primer idioma (31.479 informaron Yezidi, mientras que 2.030 informaron como kurdo). 32,688 de los hablantes eran de etnia kurda, mientras que los otros 821 hablantes de kurdo no eran kurdos (777 eran de etnia armenia).

### Ruso
El censo de 2001 reveló que 29.563 personas hablaban ruso como su lengua materna, de las cuales 12.905 eran de etnia rusa.
Según el censo armenio de 2011, había 11.862 rusos en Armenia, 10.472 de ellos hablan ruso como primer idioma, los otros 1.390 rusos hablan otros idiomas como su primer idioma (1.328 rusos hablan armenio como primer idioma). Además de los rusos étnicos, 13.012 no rusos hablan ruso como primer idioma (11.859 de ellos son de etnia armenia y los otros 1.153 de habla rusa son de otras etnias. Además de los que hablan ruso como primer idioma, 1.591.246 personas o el 52,7% de los ciudadanos de Armenia hablan ruso como segundo idioma.

### Asirio
Neoarameo asirio es hablado por la minoría asiria de 3.000 hombres de Armenia.
Según el censo armenio de 2011, había 2.769 asirios en Armenia. Hay 2.402 personas que hablan neoarameo asirio como primer idioma, 2.265 de los hablantes son de etnia asiria, mientras que los otros 137 hablantes son de otras etnias (125 son de etnia armenia).

### Ucraniano
Según el censo armenio de 2011, hay 1.176 ucranianos en Armenia. Hay 733 personas que hablan ucranio como primer idioma en Armenia, 606 de ellas son ucranianos étnicos, los otros 127 hablantes de ucranianos son de otras etnias (106 de ellos son de etnia armenia).

### Griego
Aunque los griegos armenios son en su mayoría multilingües (que hablan griego, armenio y ruso), la comunidad griega de 1.176 fuertes ha mantenido el dialecto griego póntico como su lengua materna.
Según el censo armenio de 2011, hay 900 griegos en Armenia. En la década de 1970, la comunidad griega de Armenia contaba con 6.000, pero muchos emigraron a Grecia, especialmente después de la caída de la Unión Soviética en 1991. Al igual que otras comunidades pequeñas, los griegos de Armenia hablan principalmente ruso, aunque muchos especialmente de la generación anterior tienen el capacidad de hablar griego póntico, un dialecto griego, nativo de la orilla sur del Mar Negro (la Región del Mar Negro de la actual Turquía). El censo armenio de 2011 no citó el número de personas que hablan griego como primer idioma, aunque se puede saber que es más de 733, porque el ucraniano fue el idioma con el menor número de hablantes informados.

## Lenguas históricas

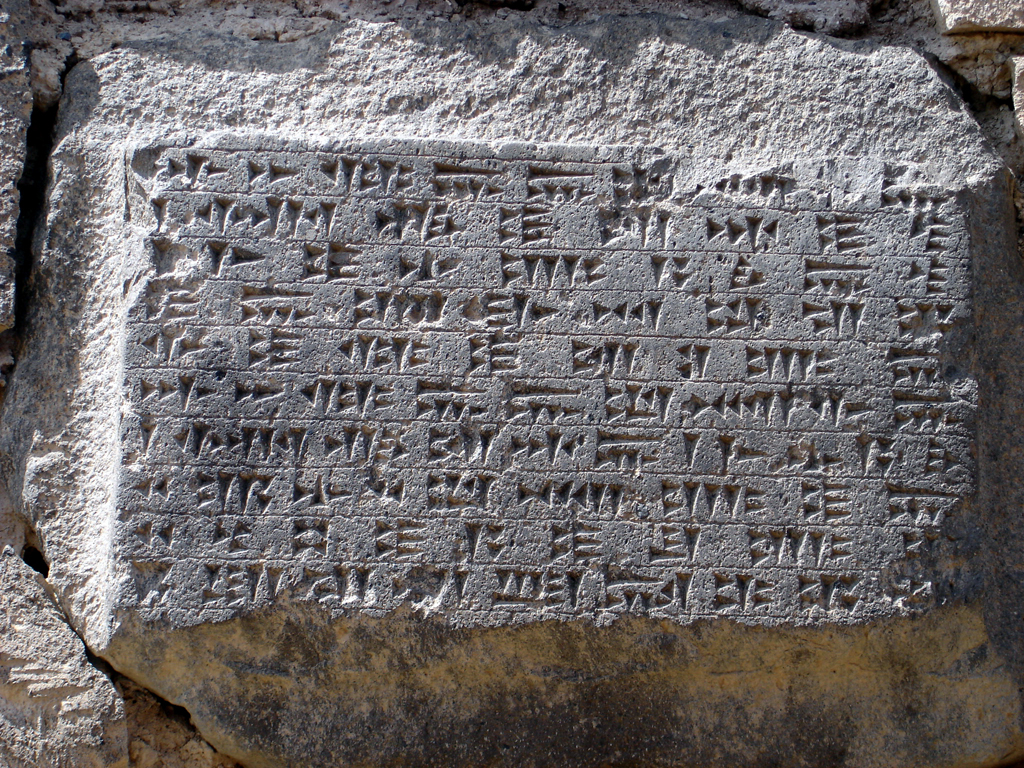
El "certificado de nacimiento" de Ereván en la Fortaleza Erebuni - una inscripción cuneiforme dejada por el Rey Argishti I de Urartu en una losa de piedra basalto sobre la base de la ciudad en 782 a. C.

El primer idioma que se registró para ser hablado en el Altiplano Armenio es el idioma hurrita, que se pronunció en el Mitanni y partes de la Armenia de alrededor del 2300 a. C. y en su mayoría había desaparecido por 1000 a. C. El idioma urartiano siguió y fue hablado por los habitantes del antiguo reino de Urartu que estaba ubicado en la región de Lago de Van, con su capital cerca del sitio de la ciudad moderna de Van en las tierras altas armenias, en la actualidad Turquía. Se argumenta sobre la evidencia lingüística de que [[proto-armenio] [proto-armenio]] entró en contacto con Urartian en una fecha temprana (3° - 2° milenio antes de Cristo), antes de la formación del reino de Urartian. Probablemente fue hablado por la mayoría de la población alrededor del lago Van y en las áreas a lo largo del valle superior Zab. Primero atestiguado en el siglo IX AC, Urartian dejó de escribirse después de la caída del estado de Urartian en 585 aC, y presumiblemente se extinguió debido a la caída de Urartu. Algunos especulan que ha sido reemplazado por una forma temprana de idioma proto-armenio, aunque solo en el siglo V d. C. aparecen los primeros ejemplos escritos de armenio.
El armenio fue generalmente reconocido como una rama separada de la familia indoeuropea, Armenia fue considerada parte de la lengua persa por los eruditos occidentales hasta la década de 1870 cuando fue reconocida como un idioma indoeuropeo separado. El Griego y el Siríaco fueron los idiomas de la Iglesia apostólica armenia desde el día de su creación (301 dC) hasta el 405 dC, cuando Mesrop Mashtots inventó el alfabeto armenio.
De acuerdo con el censo ruso de 1897, los principales idiomas hablados en la Gobernación de Ereván, que corresponden aproximadamente al territorio actual de Armenia, eran armenio (441.000), lenguas túrquicas (referidos a como tártaro antes de 1918; 313.176), kurda (49.389), ruso (13.173), asirio (2-865), ucraniano (2.682), polaco (1.385), griego (1.323), Judío (no especificado, en su mayoría yídish; 850), tati (709), georgiano (566).